# قورس منقط الذيل
قورس منقط الذيل (الاسم العلمي: Coris caudimacula) (بالإنجليزية: spottail coris)‏ هو نوع من الأسماك يتبع جنس القورس من الفصيلة اللبروسية.